# Biogeografía de California

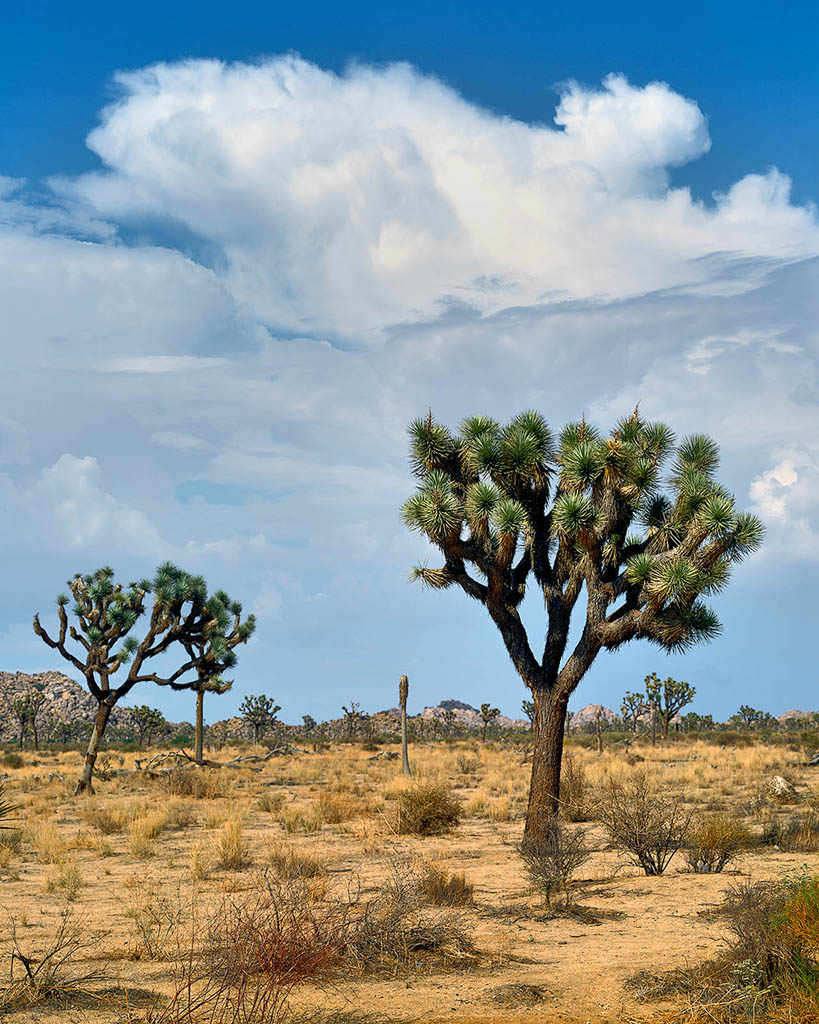
Árboles de Josué.

La biogeografía de California es muy diversa: Se considera que abarca seis provincias biogeográficas: "Los bosques costeros de chaparrales y arbustos", "estepa seca", "estepa costera, bosques mixtos, y los bosques de Redwood", "estepa serrana/bosque de coníferas", "cordilleras costeras y arboledas abiertas/ Arbusto/bosques de coníferas / praderas", y "semi-desierto americano y  desiertos".
Los botánicos generalmente consideran al chaparral de California y los bosques, Sierra Nevada, las praderas del Valle Central, a los bosques costeros del Norte de California y de Klamath-Siskiyou como una sola provincia florística, que no incluye a los desiertos del este de California, que pertenecen a otras provincias florísticas. Muchos bioregionalistas, entre ellos el poeta Gary Snyder, identifica a las cordilleras costeras del norte y sur, Klamath-Siskiyou, el Valle Central, y a Sierra Nevada como Alta California o la bioregión Shasta.

## Semidesierto y desierto
Las altas montañas de California bloquean la humedad que trata de llegar al este del estado, por lo que se trata de una ecorregión de desiertos y matorrales xéricos. El bajo desierto de California es parte de la ecorregión del desierto de Sonora, que se extiende hasta el estado de Arizona y partes del norte de México. Los altos desiertos del Sur de California constituyen la subregión del desierto de Mojave, que tiene afinidades con la Gran Cuenca, que cubre el Valle Owens de California y la Meseta de Modoc, al igual que partes del estado de Nevada.

## Chaparral costero
El sur y norte de la cadena costera del Pacífico, incluyendo al Área de la Bahía de San Francisco y la región de Los Ángeles, comprende a la ecorregión del chaparral y bosque de California, que se extiende a lo largo de la frontera mexicana hasta el noroeste de Baja California. La ecorregión del chaparral y bosque de California alberga numerosas especies de plantas, incluyendo el roble de sabana, los bosques de robles, bosques de coníferas, chaparrales, maleza de salvia costera, pastizales y zonas costeras; estas comunidades vegetales se producen a menudo como un mosaico, con parches de distintas comunidades de plantas situadas en respuesta a las condiciones del lugar, incluyendo las variaciones en la exposición al sol (laderas del norte o sur), la exposición del viento, y los suelos, y las variaciones en las precipitaciones entre las laderas más húmedas y las más secas por "falta de lluvia" en las laderas a cuestas.

## Estepa seca
El Valle Central fue una vez un gran zona de pastizales templados, y la ecorregión de los pastizales del Valle Central de California, que anteriormente era el hogar de grandes rebaños de pastoreo de berrendo y alce. Algunos escritores la describen como el "Serengeti de Estados Unidos". El Valle Central se ha convertido en granjas y pastizales. Sus grandes humedales temporales han sido drenados y sus gramíneas perennes fueron sustituidas por gramíneas exóticas o campos granjeros.

## Bosques templados de coníferas
Las montañas del Norte de California tienen un clima más frío y húmedo, y son hogares de los bosques templados de confieras, incluyendo a los bosques de Sierra Nevada, bosques costeros del Norte de California, bosques Klamath-Siskiyou y los bosques del centro y sur de la Cascada en California. Estos bosques son el hogar de algunos de los árboles más grandes del mundo, los de la  Sequoia sempervirens, de los bosques costeros del Norte de California, y la Sequoia gigante (Sequoiadendron giganteum) , que vive en los bosques dispersos en la Sierra Nevada. Los picos más altos son el hogar de la tundra, fellfields (terreno pedregoso con parches de pradera), y krummholz (bosque enano).